# Msalala (Distrikt)
Msalala ist ein Distrikt der Region Shinyanga in Tansania. Er grenzt im Norden und im Nordwesten an die Region Geita, im Osten an den Distrikt Shinyanga, im Süden an die Region Tabora und im Westen an den Distrikt Kahama (MC). 

## Geographie
Msalala hat eine Fläche von 2637 Quadratkilometern und 378.214 Einwohner (Volkszählung 2022). Der Distrikt liegt auf dem tansanischen Plateau in einer Höhe von rund 1200 Meter über dem Meer. Das Land ist großteils eben und wird nur von Westen nach Osten von einer etwa 200 Meter hohen Hügelkette durchzogen.
Das Klima ist tropisch. Die Niederschläge von durchschnittlich 760 Millimeter im Jahr fallen überwiegend in den Monaten November bis April. Die Durchschnittstemperatur schwankt von 22,4 Grad Celsius im Dezember bis 25,6 Grad im Oktober.

## Geschichte
Der Distrikt wurde am 31. August 2012 durch die Aufspaltung des Distriktes Kahama gegründet.

## Verwaltungsgliederung
Der Distrikt ist in 18 Bezirke (Kata) gegliedert:
- Bugarama
- Bulige
- Bulyan’ hulu
- Busangi
- Chela
- Ikinda
- Isaka
- Kashishi
- Jana
- Lunguya
- Mega
- Mwakata
- Mwanase
- Mwalugulu
- Ntobo
- Ngaya
- Shilela
- Segese

## Bevölkerung
Die größten Ethnien im Distrikt sind die Wasukuma, Wasumbwa und die Wanyamwezi. Bei der Volkszählung 2012 betrug die Bevölkerungszahl 250.727, bis 2022 stieg die Zahl auf 378.214.

## Einrichtungen und Dienstleistungen
- Bildung: Im Schuljahr 2016/17 besuchten 66.000 Schüler die Grundschule. Von den 94 Schulen waren 91 öffentlich und 3 privat.[6] Weiterführende Schulen gab es 14.[7]
- Gesundheit: Im Distrikt befinden sich 4 Gesundheitszentren und 28 Apotheken (Stand 2019).[8]
- Wasser: Knapp mehr als die Hälfte der Bevölkerung kann mit sauberem und sicherem Wasser versorgt werden.[9]

| - Landwirtschaft: Die wichtigsten Feldfrüchte sind Reis, Mais, Erdnüsse und Baumwolle. An Haustieren wurden vor allem Geflügel, Rinder und Ziegen gehalten (Stand 2018). Die Milchproduktion stieg von 288.000 Liter im Jahr 2014/15 auf 3.104.000 Liter im Jahr 2018/19. - Straße: Das Straßennetz umfasst 25 Kilometer asphaltierte Straßen, 205 Kilometer Schotterstraßen und 485 Kilometer Naturstraßen. Die wichtigste Straßenverbindung ist die asphaltierte Nationalstraße von Kahama nach Shinyanga, die den Süden des Distriktes berührt. - Eisenbahn: In Isaka befindet sich ein Bahnhof der Eisenbahnlinie von Tabora nach Mwanza. Diese dient hauptsächlich dem Güterverkehr, aber es fahren auch Personenzüge von Mwanza über Tabora in die Hauptstadt Dodoma. | Hier fehlt eine Grafik, die leider im Moment aus technischen Gründen nicht angezeigt werden kann. Wir arbeiten daran! |